# شورای انسان‌گرایی سکولار
شورای انسان‌گرایی سکولار (سابق بر این شورای دمکراتیک و انسان‌گرایی سکولار) یک سازمان انسان‌گرایی سکولار واقع در امهرست، نیویورک است. در ۱۹۸۰ این شورا یک بیانیه انسان‌گرای سکولار را صادر کرد، که بیانیه‌ای برای ارزش‌های دمکراتیک انسان‌گرایی سکولار است. شورای انسان‌گرایی سکولار خود را سازمانی دینی معرفی نکرده‌است و از معافیات مالی به عنوان سازمان دینی برخوردار نیست. در عوض، این سازمان از معافیات مالیاتی به عنوان یک سازمان آموزشی برخوردار است. نماد رسمی سازمان، نسخه‌ای از انسان شاد (نماد انسان‌گرایی سکولار) است.